# Gräf & Stift
Gräf & Stift (od roku 1907: Wiener Automobilfabrik A.G., vorm. Gräf & Stift) byl rakouský výrobce automobilů, autobusů a dalších vozidel. Společnost založili v roce 1904 bratři Franz (1874–1940), Heinrich (1877–1943) a Carl Gräf (1871–1939) společně s obchodníkem a investorem Wilhelmem Stiftem (1845–1917). V roce 1971 převzala kontrolu nad firmou společnost ÖAF a později ve stejném roce koncern MAN.

## Historie firmy
V roce 1896 založili tři bratři Gräfovi ve Vídni dílnu, v níž od roku 1897 vyráběli první osobní automobily osazené vodou chlazenými čtyřválcovými motory. Vozy měly čtyřstupňovou převodovku s ozubenými koly a kulisovým řazením, což byl podstatný rozdíl oproti tehdy používaným řemenovým převodům. V roce 1898 byl vyroben první automobil s pohonem předních kol. Tento princip si firma nechala v roce 1900 patentovat.
Investor Wilhelm Stift starší s bratry Gräfovými založil 1. listopadu 1901 veřejnou obchodní společnost Gräf & Stift, která od roku 1904 sídlila na adrese Weinberggasse 70, Vídeň-Döbling (část Sievering). Od roku 1905 vyráběla firma především velké limuzíny (mezi jinými i pro habsburský císařský dvůr, byla C. a k. dvorním dodavatelem) a autobusy, od roku 1908 mimo jiné využívané i pro přepravu turistů. Kromě toho byl Gräf & Stift jedním z nevýznamnějších rakouských výrobců autobusů jak pro městskou tak i dálkovou dopravu a vyráběl i nástavby pro tramvaje. Autobus Gräf & Stift Dolomitenbus měl motor o výkonu 22 kW (30 k), sklápěcí střechu a jedenáct sedadel rozdělených do dvou tříd. Byl využíván na trase Vídeň – Bolzano.
Automobily firmy nesly na svých chladičích figurku lva. Předlohou byly sochy, které navrhl malíř Rudolf Weyr pro pylony mostu na nussdorfském jezu.

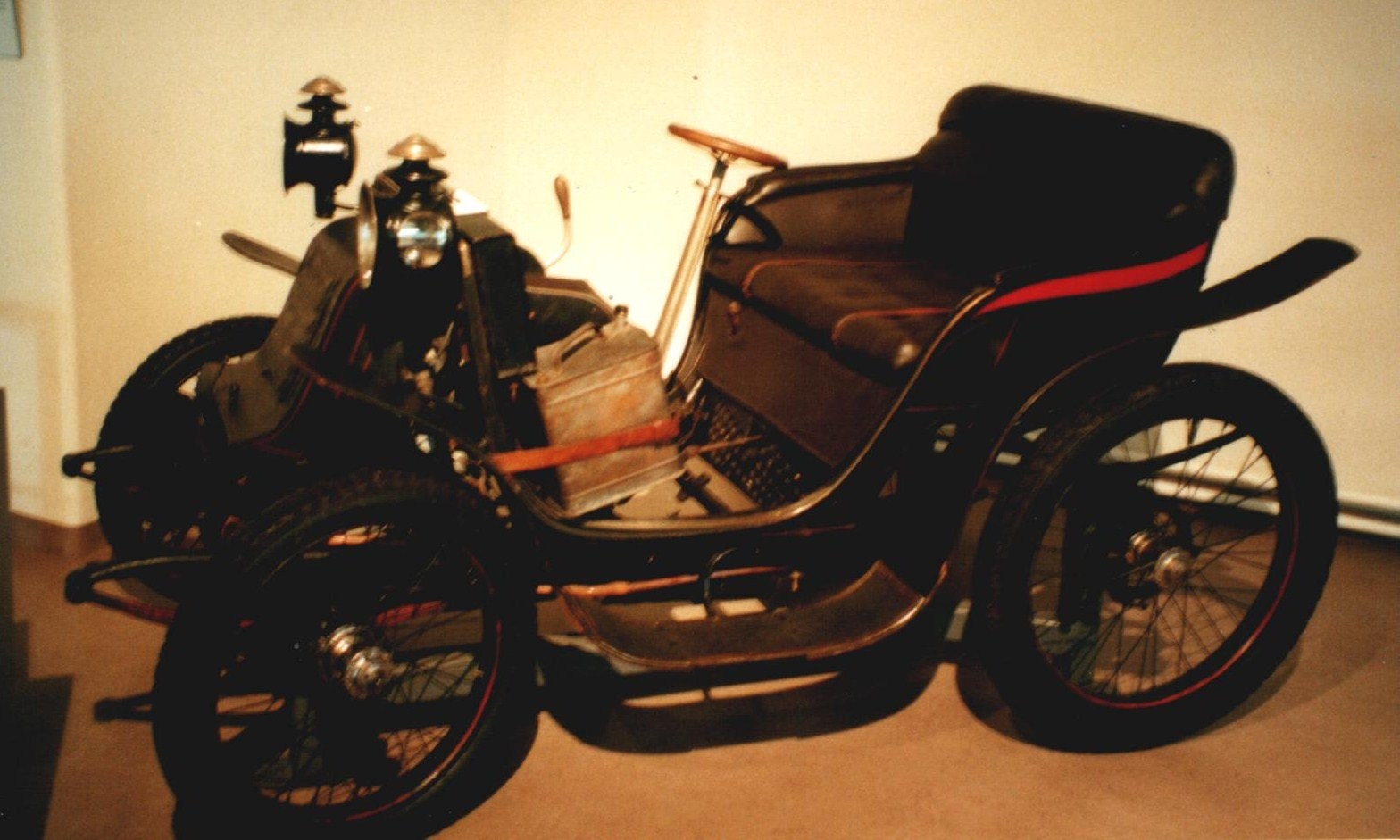
Gräf Front (1898, Technisches Museum Wien)

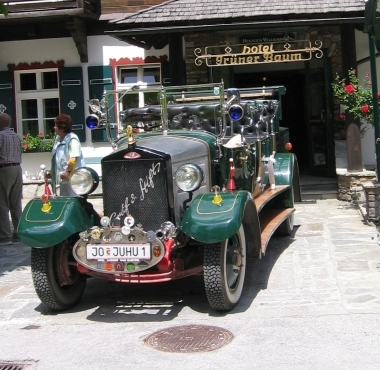
Gräf & Stift (1928)

Po vypuknutí první světové války vyráběla firma nákladní automobily s cílem uspokojit válečné potřeby, což se společně s výrobou autobusů a speciálních vozidel stalo hlavním výrobním programem a umožnilo jí rozkvět i této obtížné době. Ve válečných letech 1916/17 byla továrna v Döblingu podstatně rozšířena, autorem projektu byl architekt Philipp Jakob Manz.
Výroba osobních vozů byla obnovena až v roce 1920, kdy byl na trh uveden vůz střední třídy s motorem o objemu 2 litry označený VK. Byl sice vyráběn až do roku 1928 (od roku 1926 jako modernizovaný typ VK 2), ale již v roce 1921 se továrna Gräf & Stift vrátila k výrobě luxusních vozů, s řadou velkých modelů s šestiválcovými motory, které vyráběla celé desetiletí. V roce 1930 společnost představila svůj první vůz s osmiválcovým motorem do V, typ SP 8, v roce 1937 nahrazený také luxusním typem SP 9. Aby byla i nadále zajištěna ziskovost podnikání zahájila firma také výrobu menších modelů, označených G 35, G 36 a G 8, poháněných osmiválci o objemu 4,6 litru.
Už v roce 1929 došlo k fúzi firem Gräf & Stift s automobilkou Perl, která měla od roku 1922 sídlo v dnešním obvodě Liesing. Zde byly zpočátku vyráběny především nákladní automobily a autobusy, produkce byla ještě v témže roce dočasně pozastavena. 28. května 1931 byla slavnostně zahájena pravidelná linková doprava na trase Vídeň – Budapešť, nasazeny byly autobusy Gräf & Stift. První jízdu, která trvala šest hodin, uskutečnil za volantem konstruktér Ing. Josef Gräf mladší.
Pro výrobu vozů nižší třídy společnost uzavřela smlouvu s francouzskou automobilkou Citroën o kompletaci jejího modelu 15 CV pod označením MF 6. Vyráběn byl v letech 1935-1936 a osazen šestiválcovým motorem o objemu 2,65 litru. Gräf & Stift přitom výrobu vlastních šestiválcových motorů ukončil v roce 1935. Později společnost spolupracovala s kolínským závodem Ford a v licenci vyráběla vozy s osmiválci označené Gräf-Ford V8.
Ani jeden z těchto projektů ale nebyl příliš úspěšný a tak se z nich firma stáhla. Posledním vlastním modelem byl poněkud modernější typ C 12, vybavený novým dvanáctiválcovým motorem. Vyroben byl pouze ve velmi omezeném počtu v roce 1938. V březnových dnech roku 1938 zaměstnávala firma kolem 300 lidí, částečně pracujících ve zkrácené pracovní době. Po „Anšlusu“ zde bylo zaměstnáno 1500 lidí a výrobní program byl změněn na velkosériovou výrobu nákladních vozů a automobilů.
Po II. světové válce nebyla výroba osobních automobilů obnovena. První trolejbus vyrobila továrna v roce 1948. Po roce 1960 se hospodaření společnosti začínalo dostávat do ztrát. V roce 1964 bylo vyrobeno pouze 165 nákladních automobilů. V roce 1970 se ztráta ještě dále zvyšovala. Firma Gräf & Stift začala vyjednávat s firmou Österreichischen Automobil Fabriks-AG a v roce 1971 získala ÖAF 99 % akcií firmy Gräf. Nový název firmy zněl ÖAF-Gräf & Stift AG. Ještě v témže roce převzal všechny aktivity koncern MAN AG. Výsledkem bylo nahrazení vozů vlastní konstrukce výrobou mírně modifikovaných nákladních vozidel a autobusů MAN. V roce 1978 obdržela firma „státní ocenění“ (Staatliche Auszeichnung) a povolení k užívání státního znaku v obchodním styku. V roce 1988 vybudovala firma MAN na místě staré továrny Gräf & Stift v Liesingu nové provozní budovy.
V roce 2004 investoval MAN opět sedm milionů Euro do moderní a k životnímu prostředí šetrné lakovny. Staré provozy Gräf & Stift patřící holdingu MAN jsou čtvrtým největším zaměstnavatelem v okrese. Od roku 1988 připomíná zakladatele společnosti v Döblingu stezka pojmenovaná Gräfweg.

## Atentát v Sarajevu

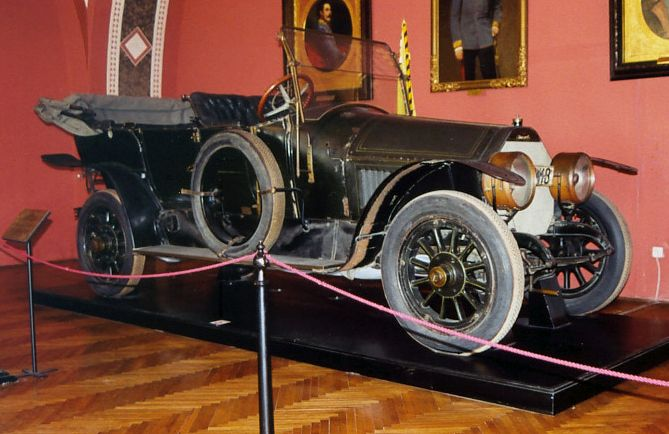
Vůz Gräf & Stift Doppelphaeton, který řídil Leopold Lojka a v němž jel arcivévoda František Ferdinand d'Este v době atentátu (Heeresgeschichtliches Museum)

Jeden z luxusních vozů Gräf & Stift Doppelphaeton, výrobního čísla 287, zakoupil František Maria Harrach 15. prosince 1910. Vůz byl osazen čtyřválcovým motorem o výkonu 28 kW (32 koní).
28. června 1914 v Sarajevu jel v tomto voze, řízeném Leopoldem Lojkou, následník trůnu František Ferdinand d'Este, jeho manželka Žofie Chotková, guvernér Oskar Potiorek a podplukovník Franz von Harrach. Po nezdařeném bombovém útoku na kolonu vozů byl arcivévoda František Ferdinand s chotí po další jízdě na jiném místě zastřelen srbským separatistou Gavrilo Principem. Atentát spáchaný na následníka rakousko-uherského trůnu, byl záminkou k vyhlášení války Srbsku Rakousko-Uherskem a je považován za jednu z příčin první světové války.
Dochovaný automobil je vystaven ve Vojensko-historickém muzeu ve Vídni.

## Vozidla

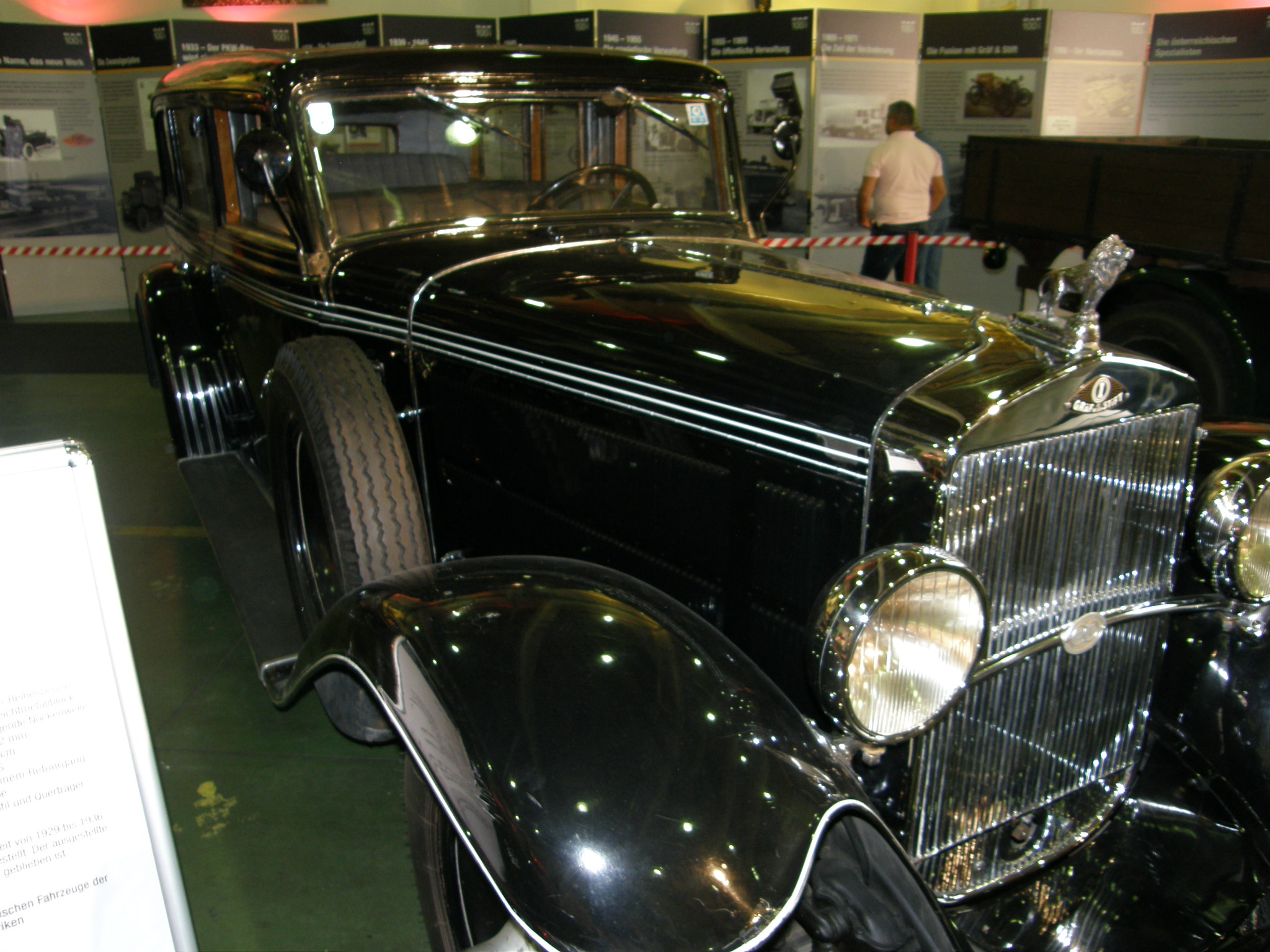
Typ SP8 na oslavách 100 let ÖAF

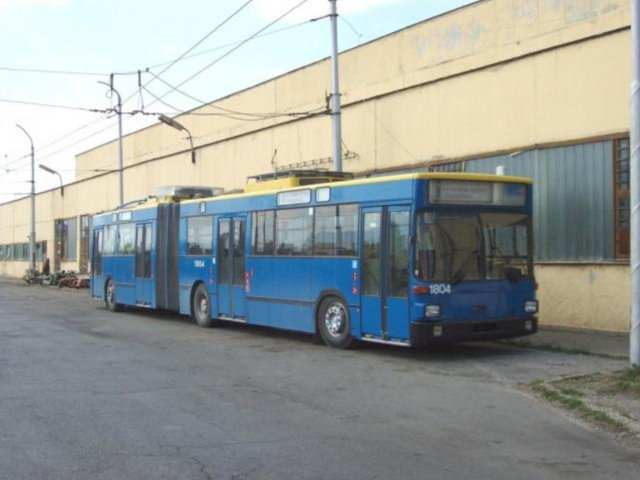
Trolejbus Gräf & Stift GS 152 M18, původně z Innsbrucku, v Sofii

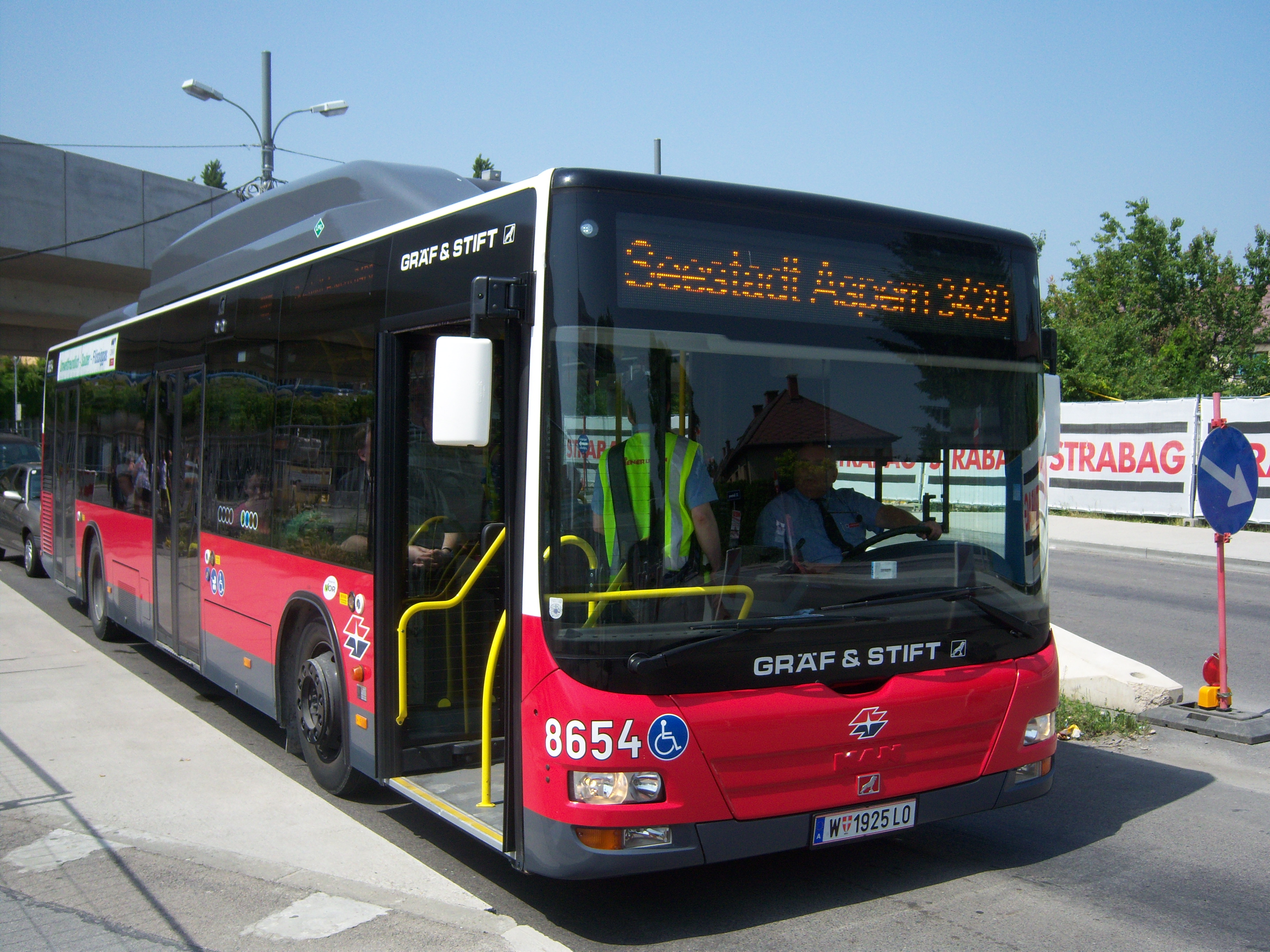
Několik nových linkových autobusů vídeňské MHD nese nápisy Gräf & Stift

### Osobní automobily 1920–1938
| Typ                  | Období výroby | Počet válců, typ motoru | Objem    | Výkon          | Max. rychlost |
| -------------------- | ------------- | ----------------------- | -------- | -------------- | ------------- |
| VK 1                 | 1920–1925     | 4, řadový               | 1877 cm³ | 20 k (14,7 kW) | 80 km/h       |
| SR 2                 | 1921–1924     | 6, řadový               | 7749 cm³ | 75 k (55 kW)   |               |
| SR 3                 | 1924–1926     | 6, řadový               | 7749 cm³ | 90 k (66 kW)   |               |
| SP 5                 | 1924–1933     | 6, řadový               | 3920 cm³ | 70 k (51 kW)   | 100 km/h      |
| S 3                  | 1925–1931     | 6, řadový               | 5959 cm³ | 80 k (59 kW)   | 120 km/h      |
| SR 4                 | 1926–1928     | 6, řadový               | 7749 cm³ | 110 k (81 kW)  | 110 km/h      |
| VK 2                 | 1926–1930     | 4, řadový               | 1950 cm³ | 30 k (22 kW)   | 90 km/h       |
| SP 7                 | 1927–1929     | 6, řadový               | 7070 cm³ | 120 k (88 kW)  | 125 km/h      |
| SP 8                 | 1930–1936     | 8, řadový               | 5923 cm³ | 125 k (92 kW)  | 120 km/h      |
| SP 6                 | 1934–1935     | 6, řadový               | 3920 cm³ | 85 k (62,5 kW) | 110 km/h      |
| MF 6 = Citroën 15 CV | 1934–1936     | 6, řadový               | 2650 cm³ | 56 k (41,2 kW) | 100 km/h      |
| G 35 / G 36 / G 8    | 1935–1938     | 8, řadový               | 4587 cm³ | 110 k (81 kW)  | 130 km/h      |
| Gräf-Ford V8         | 1936–1937     | 8, do V                 | 3620 cm³ | 90 k (66 kW)   | 130 km/h      |
| SP 9                 | 1937–1938     | 8, řadový               | 5923 cm³ | 125 k (92 kW)  | 130 km/h      |
| C 12                 | 1938          | 12, do V                | 4036 cm³ | 110 k (81 kW)  | 125 km/h      |

## Autobusy

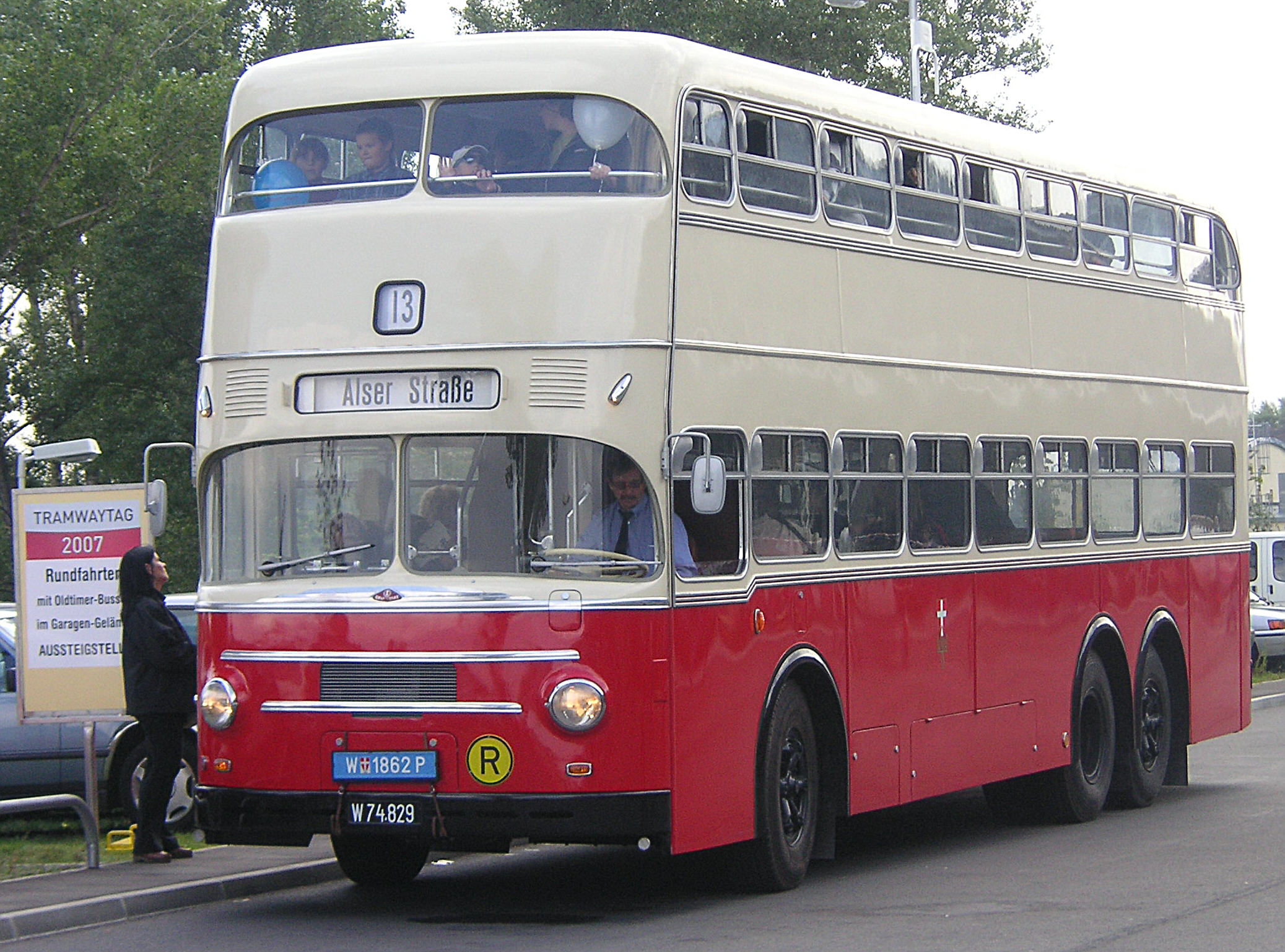
Autobus Gräf&Stift DD-2FU

Jedním z typů vyráběných společností Gräf & Stift byl autobus s typovým označením DD-U 10. Šlo o třínápravový dvoupatrový autobus pro 105 cestujících (66 sedadel). Jeho základem byl městský linkový autobus TS-U 10. Pohonné jednotky o výkonu 150 koní pocházely převážně od německé firmy Büssing AG.

## Trolejbusy
ÖAF Gräf & Stift vyráběla také trolejbusy pro města Salcburk, Linec a Innsbruck v Rakousku, Solingen, Eberswalde v Německu a Bergen v Norsku.

## Nákladní vozidla

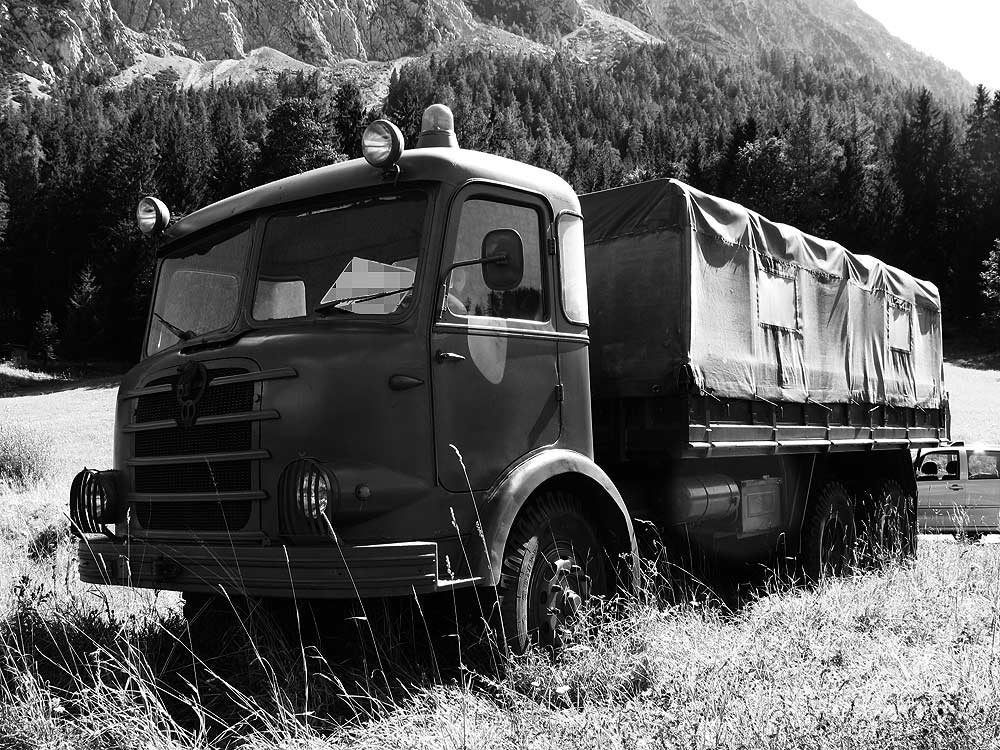
Gräf & Stift ZA 200 (6x6)

Gräf & Stift ZAFD byl tahač vyráběný pro rakouský Bundesheer. Byl dodáván jako dvou či třínápravový vůz s pohonem 4x4 nebo 6x6 s jednoduchou nebo prodlouženou kabinou. Jednou z těžkých verzí byl třínápravový typ ZT 200. Kolem roku 1960 byl vyráběn tahač návěsů ZVT-9F, tento typ byl kromě jiných dodáván i do NDR. Řada L/LA 200 měla zvlášť velký podíl standardizovaných dílů. Ze základního typu vycházela vozidla s užitečnou hmotností od 5,3 do 18,5 tun.

## Zvláštní vozidla
Kromě autobusů vyráběla firma Gräf & Stift také nástavby pro tramvaje, stejně jako autobusy a nástavby jako mobilní „poštovní úřady“, autobusy pro provádění odběrů krve či rentgenová vyšetření, lazaretní autobusy pro Bundesheer, stejně jako letištní autobusy s délkou 14 a šířkou 3,5 metru pro letiště Wien-Schwechat a Los Angeles v USA.